# دوبيوك سبارتانز
يمثل فريق دوبيوك سبارتانز Dubuque Spartans لكرة القدم جامعة دوبيوك في مسابقات كرة القدم الجامعية. ويلعب الفريق مبارياتهم على أرضهم في ملعب تشالمرز فيلد في دوبيوك في آيوا. 